# النمذجة الرياضية للأمراض المعدية

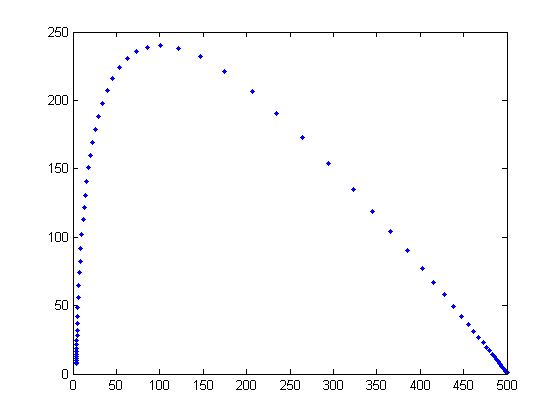
رسم بياني وبائي لنموذج SIR. مساحة الدولة لـ S، I. يمثل S عدد الأشخاص المعرضين للإصابة، وعدد الأشخاص المصابين بالعدوى.

تصور النماذج الرياضية كيفية تقدم الأمراض  المعدية لإظهار النتيجة المحتملة للوباء والمساعدة على توجيه تدخلات الصحة العامة. تستخدم النماذج الإفتراضات الأساسية أو الإحصائيات المجمعة، بجانب الرياضيات للحصول على معايير لمختلف الأمراض المعدية، واستخدام هذه المعايير لحساب آثار التدخلات المختلفة، مثل برامج التطعيم الجماعي. قد تساعد النمذجة على تحديد التدخلات التي يجب تجنبها وأيها يجب تجربته، أو يمكنه توقع أنماط النمو المستقبلية ونحو ذلك.

## التاريخ
نمذجة الأمراض المعدية أداة استخدمت لدراسة آليات انتشار الأمراض، والتنبؤ بالمسار المستقبلي للفاشية، وتقييم الاستراتيجيات المتبعة لمكافحة الوباء.
كان جون جرونت أول عالم حاول بشكل منهجي إجراء قياس كمي لأسباب الوفاة في كتابه الملاحظات الطبيعية والسياسية بناء على سجلات الوفيات، في عام 1662. وكانت السجلات التي درسها قوائم بأعداد الوفيات وأسبابها نُشرت أسبوعيًا. يعتبر تحليل جرونت لأسباب الوفاة بداية «نظرية المخاطر المتنافسة» التي أصبحت وفقًا لدالي وغاني «نظرية راسخة الآن بين علماء الأوبئة الحديثين».
أجرى دانييل برنولي أول حساب لنموذج رياضي لانتشار المرض في عام 1760. تدرب برنولي ليكون طبيبًا، وأنشأ نموذجًا رياضيًا للدفاع عن ممارسة التلقيح ضد الجدري. وأظهرت حسابات هذا النموذج أن التلقيح العالمي ضد الجدري سيزيد متوسط العمر المتوقع من 26 سنة و7 أشهر إلى 29 سنة و9 أشهر. سبق عمل دانييل برنولي الفهم الحديث للنظرية الجرثومية للمرض.
في أوائل القرن العشرين، طبق ويليام هامر ورونالد روس  قانون فاعلية الكتلة لتفسير السلوك الوبائي.
شهدت عشرينيات القرن العشرين ظهور النماذج المجزأة. يصف نموذج كيرماك-ماكيندريك الوبائي (1927) ونموذج ريد فروست الوبائي (1928) العلاقة بين الأفراد المعرضين للإصابة والمصابين والممنعين من السكان. نجح نموذج كيرماك-ماكيندريك في التنبؤ بسلوك الفاشيات بشكل مشابه جدًا للواقع في الكثير من الأوبئة المسجلة.
استخدمت حديثًا النماذج القائمة على الوكلاء عوضًا عن النماذج المجزأة الأبسط. فمثلًا، استخدمت النماذج القائمة على الوكلاء لتقييم تدخلات الصحة العامة (غير الصيدلانية) ضد انتشار السارس كوف-2. انتقدت النماذج القائمة على الوكلاء الوبائية، على الرغم من كونها معقدة وتتطلب قوة حسابية عالية، لافتراضاتها المبسطة وغير الواقعية. ومع ذلك، تظل هذه النماذج مفيدة في توجيه القرارات المتعلقة بتدابير مكافحة الوباء عندما تُعاير هذه النماذج بدقة.

## الافتراضات
تتوقف جودة النماذج على دقة الافتراضات التي تستند إليها. إذا وضع النموذج توقعات لا تتماشى مع النتائج المرصودة وكانت الرياضيات صحيحة، يعني ذلك ضرورة تغيير الافتراضات الأولية ليصبح النموذج مفيدًا.
- التوزيع العمري المستطيل والثابت، أي أن كل فرد من السكان يعيش حتى عمر (L)، ولكل عمر (حتى L) يوجد نفس عدد الأشخاص من السكان. غالبًا ما يكون هذا منطقيًا في البلدان المتقدمة حيث يوجد معدل وفيات أطفال منخفض ويعيش الكثير من السكان حتى متوسط العمر المتوقع.
- خليط متجانس من السكان، أي أفراد من السكان يخضعون للتدقيق ويتواصلون عشوائيًا ولا يختلطون في الغالب بمجموعة فرعية أصغر. نادرًا ما يكون هذا مبررًا لأن البنية الاجتماعية منتشرة على نطاق واسع. مثلًا، معظم الناس في لندن يتواصلون مع سكان لندن الآخرين، وتوجد داخل لندن مجموعات فرعية أصغر، مثل المجتمع التركي أو المراهقين الذين يختلطون معًا أكثر من الأشخاص خارج مجموعتهم. ومع ذلك، فإن الخلط المتجانس هو افتراض معياري لجعل الرياضيات قابلة للتتبع.

## أنماط النماذج الوبائية

### العشوائية
وتعني وجود متغير عشوائي. النموذج العشوائي هو أداة لتقدير التوزيعات الاحتمالية للنتائج المحتملة، بالسماح بالتباين العشوائي في واحد أو أكثر من المدخلات بمرور الوقت. تعتمد النماذج العشوائية على الاختلافات المحتملة في مخاطر الكشف، والمرض وديناميكيات المرض الأخرى.

### الحتمية
عند التعامل مع أعداد كبيرة من السكان، كما في حالة السل، غالبًا ما تُستخدم النماذج الرياضية القطعية أو الجزئية. في نموذج حتمي، يُحدد الأفراد من السكان إلى مجموعات فرعية مختلفة، يمثل كل منها مرحلة معينة من الوباء.
يُعبّر رياضيًا عن معدلات الانتقال من فئة إلى أخرى من خلال المشتقات، وبالتالي يصاغ النموذج باستخدام المعادلات التفاضلية. وعند صياغة هذه النماذج، يجب أن يكون حجم السكان في حيز ما قابل للاشتقاق بالنسبة للزمن وأن تكون عملية الوباء حتمية. بعبارة أخرى، يمكن حساب التغيرات في عدد أفراد الحيز فقط من خلال التاريخ الذي استخدم لتطوير النموذج.

## عدد التكاثر
يقيس عدد التكاثر الأساسي (يشار إليه بالرمز R0) قابلية المرض للانتقال. وهو معدل عدد الأشخاص الذين يمكن لشخص معدي واحد أن يصيبهم بالعدوى خلال فترة مرضه. تحدد هذه الكمية ما إذا كانت العدوى ستنتشر على نحو أسي أو تتوقف أو تظل ثابتة: إذا كان R0>1، فإن كل فرد سينقل العدوى لأكثر من فرد آخر في المتوسط وسينتشر المرض؛ إذا R0<1، سيصيب كل فرد أقل من فرد آخر واحد في المتوسط وسينتهي المرض. وإذا كان R0=1، سينقل كل شخص العدوى في المتوسط لشخص واحد فقط، وسيصبح المرض متوطنًا: أي أنه سيتحرك بين السكان دون زيادة أو نقصان.

## حالة التوطن الثابت
يقال إن المرض المعدي متوطن عندما يبقى موجودًا في التجمع السكاني دون الحاجة إلى مدخلات خارجية. أي أن كل شخص مصاب ينقل العدوى في المتوسط لشخص آخر بالضبط (فإذا نقل المصاب العدوى لأكثر من شخص سيزداد عدد المصابين بشكل أسي وسيحدث وباء، وإذا نقل العدوى لأقل من شخص سينتهي المرض). تمثل حالة التوطن من الناحية الرياضية:
R0S =1
يجب أن تكون نتيجة ضرب عدد التكاثر الأساسي (R0) للمرض، على افتراض أن جميع الأفراد معرضون للإصابة، بنسبة السكان المعرضين بالفعل (S) تساوي واحد (الأشخاص غير المعرضين لا يُمثلون في هذه الحسابات لأنهم لن يصابوا بالمرض). تعني هذه العلاقة أنه لكي يكون المرض في حالة ثابتة متوطنة، كلما ارتفع عدد التكاثر الأساسي، انخفضت نسبة السكان المعرضين للإصابة بالمرض، والعكس صحيح. يظل هذا التعبير محدودًا بنسبة القابلية للإصابة، فمثلًا، عندما يكون R0 يساوي 0.5 يجب أن يكون S يساوي 2، ولكن هذه النسبة تتجاوز حجم السكان.
بافتراض أن التوزيع العمري منتظم وثابت واعتبار أعمار العدوى لها نفس التوزيع للمواليد في كل سنة. وليكن متوسط عمر العدوى A، عندما يكون الأفراد الأصغر سنًا من A عرضة للإصابة والأفراد الأكبر من A ممنعين (أو معديين). يظهر بسهولة أن نسبة السكان المعرضين للإصابة تعطى بالعلاقة:
S=A/L
بالتأكد على أن L تمثل العمر الذي يفترض أن يموت عنده الأفراد في هذا النموذج. يمكن إعادة ترتيب التعريف الرياضي للحالة المتوطنة الثابتة ليعطي:
S=1/R0
ووفقًا للخاصية المتعدية:
يوفر هذا طريقة بسيطة لتقدير R0 باستخدام البيانات المتوفرة بسهولة.
في التجمع السكاني ذي التوزيع العمري الأسي:
R0=1+L/A
وهذا يسمح بحساب عدد التكاثر الأساسي لمرض معين من خلال A وL في أي من نوعي التوزيع السكاني.

## رياضيات التطعيم الجماعي
إذا تجاوزت نسبة السكان الذين يتمتعون بالمناعة مستوى مناعة القطيع للمرض، فلن يعود المرض قادرًا على الاستمرار في السكان. من ثم، إذا تم تجاوز هذا المستوى بواسطة التطعيم، يمكن القضاء على المرض. ومن أمثلة ذلك ما تحقق بنجاح في جميع أنحاء العالم وهو الاستئصال العالمي للجدري، إذ ظهرت آخر حالة سنة 1977. وتنفذ منظمة الصحة العالمية حملة تلقيح مماثلة للقضاء على شلل الأطفال.

### عندما لا يتجاوز التطعيم الشامل مناعة القطيع
إذا كان اللقاح المستخدم غير فعال كفاية أو لا يمكن الوصول إلى التغطية المطلوبة -مثلًا بسبب المقاومة الشعبية- فقد يفشل البرنامج في تجاوز «عتبة التحصين الحرجة»، مع ذلك، يمكن لمثل هذا البرنامج أن يخل بتوازن العدوى دون القضاء عليها، ما يسبب غالبًا مشكلات غير متوقعة.
من المهم أخذ هذا التأثير في الحسبان عند التطعيم ضد الأمراض الأخطر لدى كبار السن. برنامج التطعيم ضد مثل هذا المرض الذي لا يتجاوز العتبة المناعية الحرجة قد يسبب وفيات ومضاعفات أكثر مما كان عليه قبل تنفيذ البرنامج إذ قد يُصاب الأفراد بالمرض لاحقًا في الحياة. وتسمى هذه النتائج غير المتوقعة من برنامج التطعيم بالآثار الضارة.

### عندما يتجاوز التطعيم الشامل مناعة القطيع
إذا سبب برنامج التطعيم تجاوز نسبة الأفراد ذوو المناعة في سكان ما الحد الحرج لمدة معينة من الوقت، سيتوقف انتقال الأمراض المعدية. هذا يعرف بإزالة الإصابة وهو يختلف عن القضاء.

#### الإزالة
قطع الانتقال الوبائي لمرض معد، الذي يحدث إذ يصيب كل فرد مصاب على الأقل واحدًا آخر، يُحقَق بالمحافظة على تغطية التطعيم لحفظ نسبة الأفراد ذوي المناعة فوق العتبة المناعية الحرجة.

#### القضاء
اختزال الكائنات الحية المعدية في جميع أنحاء العالم إلى الصفر. حتى الآن، حُقِقَ هذا فقط للجدري المائي والطاعون البقري. للوصول إلى القضاء، يجب تحقيق الإزالة في جميع أنحاء العالم.

## الموثوقية
تتمتع النماذج بميزة فحص نتائج متعددة في آن وأحد، بدلًا من عمل توقع واحد. أظهرت النماذج درجات كبيرة من الموثوقية في الأوبئة السابقة، مثل سارس، وإنفلونزا الخنازير، ومتلازمة الشرق الأوسط التنفسية، والإيبولا.